# Cytheropteron eicheri
Cytheropteron eicheri är en kräftdjursart som beskrevs av Brouwers 1994. Cytheropteron eicheri ingår i släktet Cytheropteron och familjen Cytheruridae. Inga underarter finns listade i Catalogue of Life.